# Pédérama
Pédérama est le nom d'un collectif dont les membres de définissent comme des « pédales fabuleuses » de tendance anarchiste.
Ce groupe politisé, en dehors des systèmes structurés communautaires ou partisans, s'est constitué sur la volonté d'anciens militants communautaires parmi des responsables associatifs français.
Ce groupe restreint anime un site Internet, une émission de radio ainsi que divers événements transpédégouines de la scène parisienne et nationale. Leur visage sont peu connus et la discrétion à laquelle ces personnes s'astreignent rendent difficile leur rencontre. On peut évidemment les rencontrer lors d'événement comme les  Universités d’été euroméditerranéennes des homosexualités (UEEH) chaque année.

## Pédérama - L'émission
Créée en 2003, l'émission Pédérama, « un programme sur les folles diffusé sur Radio libertaire », fait suite à une première réalisation de Pouf Pouf, parlez-vous pédé ? sur les mêmes ondes. Pédérama est alors une émission mensuelle, diffusée en direct chaque premier jeudi du mois, via le site internet de la Fédération anarchiste et celui du collectif lui même. Sa diffusion s'arrête en 2008.

## Opinions
Pédérama est un groupe autonome et indépendant, distillant des considérations politiques sur le genre, le sida, le queer, les sexualités. Pédérama est proche des féministes lesbiennes.
Pédérama officie particulièrement en matière de santé au travers des réalisations de Valentina Viodorovna et Ursulla Choukroune qui ont lancé en 2006 un fanzin de santé communautaire appelé Hypocondria ,.